# Napoleón Zayas
Napoleón Zayas (* 1904 in Azua de Compostela; † 1979) war ein dominikanischer Merengue-Musiker, Komponist, Saxophonist und Orchesterleiter.
Zayas absolvierte seine musikalische Ausbildung zunächst in Santo Domingo, dann bis 1930 in New York. 1932 ging er nach Spanien, wo er zwanzig Jahre lebte und arbeitete. 1952 kehrte er in die Dominikanische Republik zurück und gründete dort ein Merengue-Orchester, das auch vie Saxophonisten, zwei Trompetern, vier Perkussionisten und dem Sänger Ramón Hernández bestand.
Die guten Beziehungen zwischen den Diktatoren Trujillo und Franco ermöglichten 1954 die Ausreise des Orchesters nach Spanien, wo es die Merenguemusik populär machte. Großen Erfolg hatte Zajas mit seinem Foxtrott Ritmos en Casablanca, der bei einem Auftritt Josephine Bakers gespielt wurde. Er trat in Madrid, San Sebastián, Santander, Granada; Bilbao und Sevilla, in Florenz, Lissabon, Stockholm, Kopenhagen, Budapest und Bombay mit seinem als Orquesta de Color Ciudad Trujillo bekannten Orchester auf. Erst 1971 kehrte er in die Dominikanische Republik zurück.
Zayas arbeitete im Verlauf seiner musikalischen Karriere mit mehr als eintausend Musikern verschiedener Länder zusammen und spielte über 200 Aufnahmen ein, darunter die Merengues  La Amanezca, Tiriri, Fiesta, Los Saxofones, Santo Domingo, Caña Brava, La Maricutana, Juanita Morel, La Enramá, Viva mi Tierra, Sancocho Prieto, El Negrito del Batey, Ay que Merengue, Mentirosa, El Jincao, Loreta, Pun Pun, El Martiniqueño, Pantalón Corto, Guararé, Cara Sucia, Debajo de la Mata de Plátano und Dolorita.

## Quelle
- Diario Libre, 1. Dezember 2012: Un Napoleón del merengue

| Personendaten    | Personendaten                                                                |
| ---------------- | ---------------------------------------------------------------------------- |
| NAME             | Zayas, Napoleón                                                              |
| KURZBESCHREIBUNG | dominikanischer Merengue-Musiker, Komponist, Saxophonist und Orchesterleiter |
| GEBURTSDATUM     | 1904                                                                         |
| GEBURTSORT       | Azua de Compostela                                                           |
| STERBEDATUM      | 1979                                                                         |